# Digonogastra saltensis
Digonogastra saltensis är en stekelart som först beskrevs av Juan Brèthes 1913.  Digonogastra saltensis ingår i släktet Digonogastra och familjen bracksteklar. Inga underarter finns listade i Catalogue of Life.